# إدوارد روش
إدوارد روش (بالفرنسية: Édouard Roche)‏ (و. 1820 – 1883 م) هو عالم فلك، ورياضياتي من فرنسا. ولد في مونبلييه. كان عضوًا في الأكاديمية الفرنسية للعلوم.
توفي في مونبلييه، عن عمر يناهز 63 عاماً.

## التعليم
تعلم في جامعة مونبلييه.

## مناصب وهيئات
أدار جامعة مونبلييه.

## جوائز
حصل على جوائز منها:
- وسام جوقة الشرف من رتبة فارس.

## روابط خارجية
- إدوارد روش على موقع الموسوعة البريطانية (الإنجليزية)